# Courtillers
Courtillers ist eine französische Gemeinde mit 910 Einwohnern (Stand: 1. Januar 2022) im Département Sarthe in der Region Pays de la Loire. Sie gehört zum Arrondissement La Flèche und zum Kanton Sablé-sur-Sarthe. Die Einwohner werden Courtilléens und Courtilléennes genannt.

## Geographie
Courtillers liegt etwa 44 Kilometer südwestlich von Le Mans in der historischen Provinz Maine. Umgeben wird Courtillers von den Nachbargemeinden Sablé-sur-Sarthe im Norden und Nordwesten, Vion im Osten, Précigné im Süden sowie Pincé im Westen.

## Bevölkerungsentwicklung
| Jahr                       | 1962 | 1968 | 1975 | 1982 | 1990 | 1999 | 2006 | 2013 | 2020 |
| Einwohner                  | 196  | 182  | 204  | 393  | 469  | 627  | 803  | 956  | 928  |
| Quellen: Cassini und INSEE |      |      |      |      |      |      |      |      |      |

## Sehenswürdigkeiten
- Das Langhaus der Kirche Saint-Jean-Baptiste wurde am Ende des 11. Jahrhunderts errichtet. Der Chor und der Glockenturm wurden im 12. Jahrhundert oder zu Beginn des 13. Jahrhunderts hinzugefügt. Die Kirche ist seit 1973 als Monument historique eingeschrieben. Zu ihrer Ausstattung gehören zahlreiche Objekte, die in der Base Palissy gelistet sind.

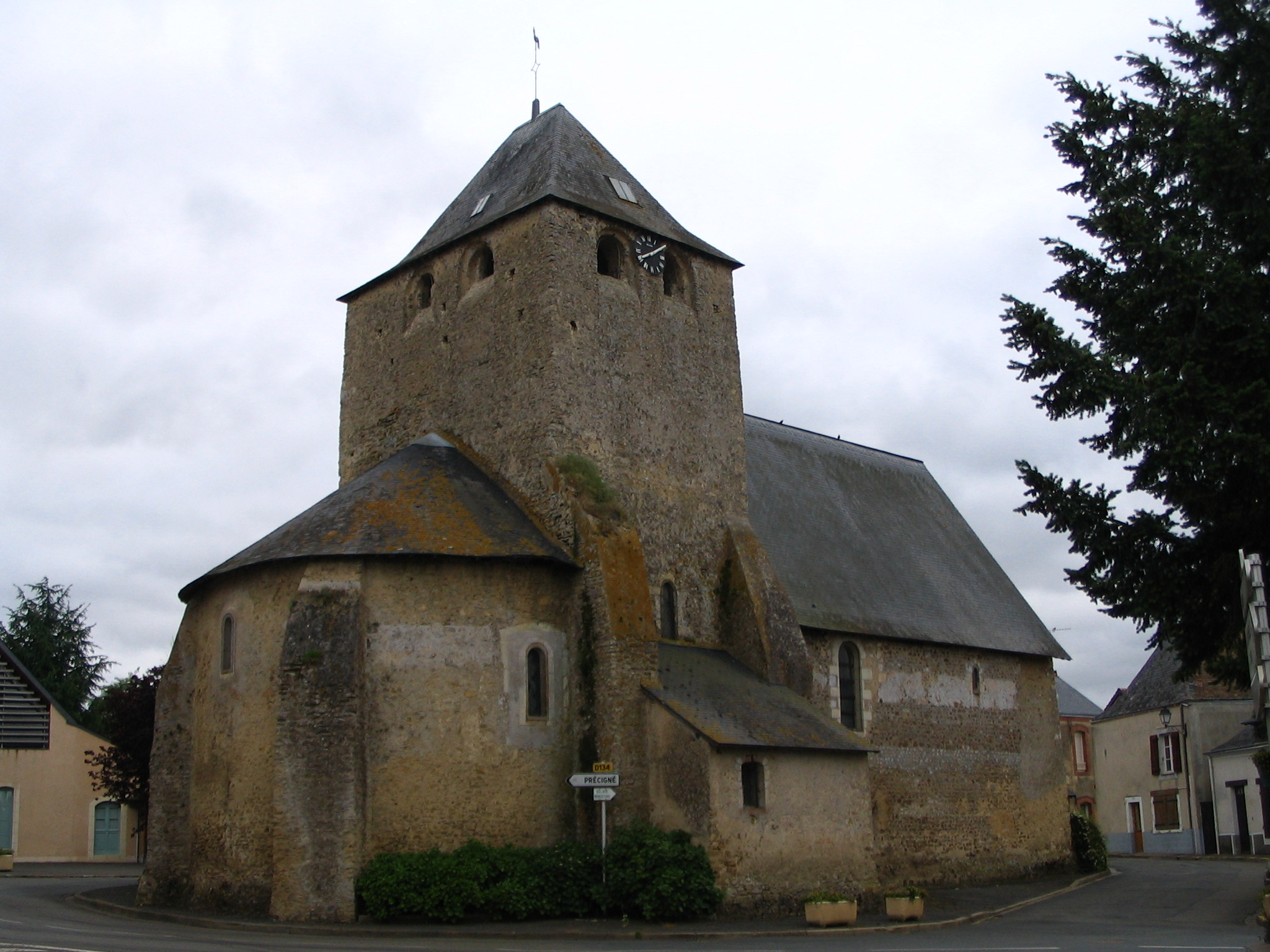
Kirche Saint-Jean-Baptiste